# 费吕沃

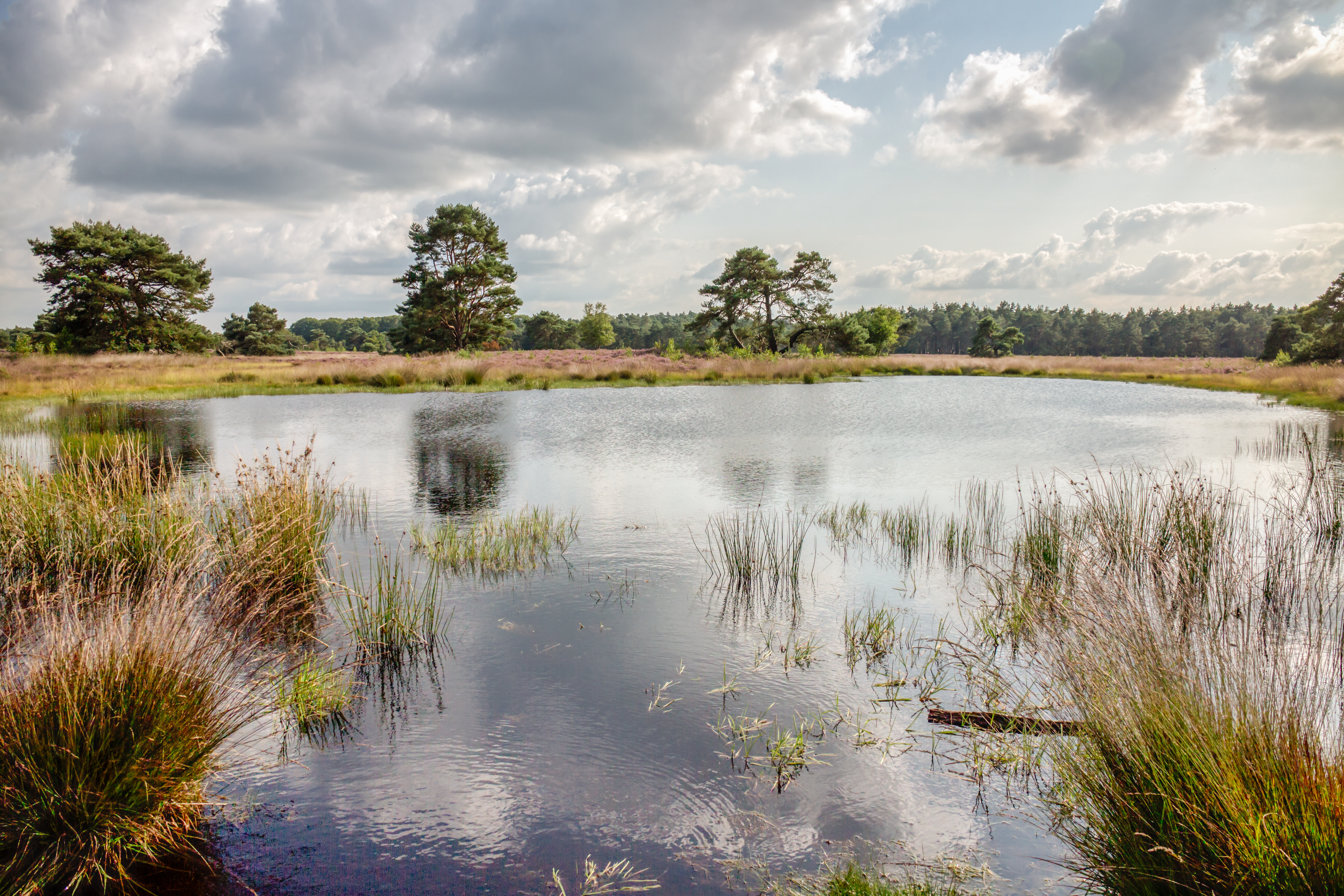
通厄伦石楠荒原

费吕沃（荷蘭語：Veluwe，荷蘭語發音：[ˈveːlyʋə] ⓘ）是荷兰海尔德兰省的一个以森林为主的地区，面积约1100平方千米。费吕沃有许多不同的地貌，包括林地、石楠荒原、一些小湖泊和西欧最大的流沙地区（stuifzandgebied）。